# АЕС Аккую
АЕС «Аккую» (тур. Akkuyu Nükleer Güç Santrali) — атомна електростанція, що будується на південному узбережжі Туреччини у провінції Мерсін. АЕС «Аккую» споруджується за російським проєктом, буде обладнана чотирма енергоблоками з реакторами типу ВВЕР-1200 покоління «3+».

### Технічні характеристики
Термін експлуатації АЕС складатиме 60 років.
Електрична потужність кожного блоку складатиме 1200 МВт, загальна — 4800 МВт.

### Будівництво
Загальна вартість будівництва АЕС становить $22 млрд.
Угоду про будівництво станції було підписано в травні 2010.
У жовтні 2017 Турецьке агентство з атомної енергії видало обмежений дозвіл на будівництво, який дозволив почати будівельно-монтажні роботи на всіх об'єктах атомної електростанції, за винятком будівель і споруд важливих для безпеки «ядерного острова». У квітні 2018 видано ліцензію на будівництво першого енергоблоку і відбулася церемонія закладки «першого бетону».
Передбачається, що перший енергоблок буде здано в експлуатацію в 2023. Наступні — послідовно, із інтервалом в один рік.
У березні 2018 стало відомо, що приватні турецькі будівельні компанії вийшли з проєкту, оскільки не змогли домовитися з комерційних питань. Представники «Росатому» почали переговори про входження до проєкту державної турецької енергокомпанії EUAS ICC.

### Інвестори та власники
Проєкт «Аккую» є першим в світі, реалізованим за моделлю BOO («Build-own-operate», «Будуй-володій-експлуатуй»). Російські підрядники зобов'язалися зпроєктувати, збудувати, обслуговувати, експлуатувати та вивести станцію з експлуатації.
Генеральний замовник, інвестор проєкту та власник станції після запуску — АТ «Аккую Нуклеар» (Akkuyu Nükleer Anonim Şirketi).
Генеральний проєктувальник — ВАТ «Атоменергопроєкт».
Генеральний підрядник будівництва станції — ЗАТ «Атомбудекспорт» (дочірнє підприємство компанії «Росатом»).
Генеральний конструктор реакторної установки — ВАТ ОКБ «Гідропрес».

### Безпека
Проєктні рішення станції АЕС «Аккую» відповідають усім сучасним вимогам світової ядерної спільноти, закріпленим у нормах безпеки МАГАТЕ, Міжнародної консультативної групи з ядерної безпеки і вимогам EUR.

## Енергоблоки
| Енергоблок          | Тип реакторів | Потужність | Потужність | Початок будівництва | Підключення до мережі | Введення в експлуатацію | Введення в експлуатацію |
| Енергоблок          | Тип реакторів | Нетто      | Брутто     | Початок будівництва | Підключення до мережі | Введення в експлуатацію | Введення в експлуатацію |
| ------------------- | ------------- | ---------- | ---------- | ------------------- | --------------------- | ----------------------- | ----------------------- |
| Аккую-1 (будується) | ВВЕР-1200/509 | 1114 МВт   | 1200 МВт   | 03.04.2018          |                       | 2025 (план)             |                         |
| Аккую-2 (будується) | ВВЕР-1200/509 | 1114 МВт   | 1200 МВт   | 08.04.2020          |                       | квітень 2024 (план)     |                         |
| Аккую-3 (будується) | ВВЕР-1200/509 | 1114 МВт   | 1200 МВт   | 10.03.2021          |                       | квітень 2025 (план)     |                         |
| Аккую-4 (будується) | ВВЕР-1200/509 | 1114 МВт   | 1200 МВт   | 21.07.2022          |                       | квітень 2026 (план)     |                         |